# Jack Barker
John William Barker, meglio conosciuto con il nome Jack (Denaby, 27 febbraio 1906 – 20 gennaio 1982), è stato un calciatore e allenatore di calcio inglese, di ruolo difensore.

## Carriera

### Calciatore

#### Club
Ha sempre giocato nel campionato inglese.

#### Nazionale
Con la Nazionale inglese esordì nel 1934.

### Allenatore
Nel 1946 venne nominato allenatore del Bradford City, incarico che mantenne sino al gennaio 1947, quando fu sostituito da Jack Milburn.